# Tithoës longipennis
Tithoës longipennis är en skalbaggsart som först beskrevs av Hope 1843.  Tithoës longipennis ingår i släktet Tithoës och familjen långhorningar.
Artens utbredningsområde är:
- Benin.
- Gabon.
- Ghana.
- Liberia.
- Nigeria.
- Sierra Leone.
- Togo.

Inga underarter finns listade i Catalogue of Life.